# Марсийи (Приморская Шаранта)
Марсийи́ (фр. Marsilly) — коммуна во Франции, находится в регионе Пуату — Шаранта. Департамент коммуны — Шаранта Приморская. Входит в состав кантона Ла-Рошель 5-й кантон. Округ коммуны — Ла-Рошель.
Код INSEE коммуны — 17222.

## Население
Население коммуны на 2010 год составляло 2619 человек.
| 1962 | 1968 | 1975 | 1982 | 1990 | 1999 | 2010 |
| ---- | ---- | ---- | ---- | ---- | ---- | ---- |
| 914  | 1005 | 1467 | 1759 | 1926 | 2197 | 2619 |